# Інтерсіті+ (поїзд № 706/705—716/715)
Інтерсíті+ — денний швидкісний поїзд № 705/706 (33013) сполученням Київ — Перемишль, перший маршрут УЗШК у міжнародному сполученні. Рейси виконуються складом HRCS2.

## Історія
23 грудня 2016 року у Львові урочисто відкрили новий міжнародний залізничний маршрут фірмового швидкісного поїзда «Інтерсіті+» № 705/706 Київ — Львів — Перемишль. В урочистостях взяли участь голова ПАТ «Укрзалізниця» Войцех Балчун, голова комітету з питань транспорту Верховної Ради України Ярослав Дубневич, губернатор Львівської області Олег Синютка, голова Львівської обласної ради Олександр Ганущин, офіційна делегація Республіки Польща.
На перший рейс поїзда зі Львова до Перемишля було продано 76 квитків. Всього в складі поїзда 565 пасажирських місць. На кінцевій станції 23 грудня 2016 року Санта-Клаус цукерками зустрів на пероні пасажирів першого рейсу потяга.
28 грудня 2016 року, під час митного контролю поїзда «Інтерсіті+» сполученням Київ — Перемишль на станції Медика працівники польської митниці виявили у двох пасажирок цигарки без польських акцизних знаків.
Станом на січень 2017 року поїзд добре заповнюється, адже є дуже багато прямих пасажирів з Києва до Перемишля. У перших рейсах було від 50 до 300 таких пасажирів. Наприклад, в рейсі на 1 січня 2017 року при місткості потяга 579 місць в Перемишль подорожували 268 пасажирів — тобто майже 50 %, а 9 січня 2017 року був знаменний день: до Перемишля продано 579 квитків — тобто 100 % місць.
7 січня 2017 року, через обрив контактної мережі поїзд № 705, що курсував з Києва до Перемишля, затримався у дорозі, здійснивши вимушену зупинку о 12:31 на станції Мшана. Причиною зупинки став обрив контактної мережі. Після відновлення контактної мережі поїзд № 705 продовжив курсування та прибув до Перемишля о 16:23. Для пасажирів, що подорожували з Перемишля далі, організували посадку на поїзд, що спеціально чекав приїзду пасажирів.
31 січня 2017 року о 17:15 на Львівщині у місті Судова Вишня на залізничному переїзді легковий автомобіль протаранив швидкісний поїзд «Інтерсіті+» Перемишль — Київ. У результаті події поїзд прибув на залізничну станцію Львів із запізненням щонайменше на годину.
«PKP Intercity» розглядає питання продовження інших поїздів до Пшемисля для забезечення пересадки. «PKP Intercity» постійно моніторить завантаження поїзда IC Wyspiański і, у разі потреби, готова запустити додатковий склад.
З 15 березня 2020 року був скорочений до станції Львів,
З 18 березня 2020 року поїзд було скасовано через розповсюдження коронавірусної хвороби COVID-19, але 18 листопада здійснив рейс до Львова.
З 10 жовтня 2021 року поїзд відновлено у повному напрямку.

## Інформація про курсування
Швидкісний поїзд № 705/706 сполученням Київ — Львів — Перемишль курсує щоденно, цілий рік. Експлуатант — Українська залізнична швидкісна компанія. На шляху прямування поїзд зупиняється на 4 проміжних станціях: Святошин, Коростень, Підзамче та Львів.
Крім машиніста і його помічика, працює 8 стюардів зі знанням іноземних мов, зокрема розмовної польської.
Український прикордонний та митний контроль здійснюється під час руху між станціями Львів та Мостиська II, а польський — від станції Медика до Перемишля. Кількість таких працівників залежить від кількості проданих квитків.
Станом на січень 2017 року вартість проїзду з Києва до Перемишля у вагонах 1-го класу складає орієнтовно 574 грн, 2-го класу — 406 грн., зі Львова до Перемишля — відповідно 235 і 172 грн., і залежить від дня тижня та курсу євро на день поїздки.
| Розклад руху поїзда № 705/706 станом на 2017 рік (за місцевим часом) |         |                  |           |              |         |                  |
| Час прибуття                                                         | Зупинка | Час відправлення | Станція   | Час прибуття | Зупинка | Час відправлення |
| —                                                                    | —       | 06:45            | Київ      | 22:33        | —       | —                |
| 06:59                                                                | 1       | 07:00            | Святошин  | 22:21        | 1       | 22:22            |
| 08:17                                                                | 1       | 08:18            | Коростень | 21:00        | 1       | 21:01            |
| 12:05                                                                | 12      | 12:17            | Львів     | 17:17        | 11      | 17:28            |
| 13:25                                                                | —       | —                | Перемишль | —            | —       | 14:26            |

## Ключові можливості пересадки
- Відправлення о 06:45 дозволяє встигнути з усіх районів Києва на метро, а також пасажирам поїздів з Вінниці, Дніпра, Запоріжжя, Лисичанська, Сум, Харкова та приміських електричок із Фастова, Яготина та Ніжина.
- Пасажири, що слідують з Києва до Трускавця, можуть здійснити пересадку на станції Львів з/на регіональний поїзд № 801/802 «Львів — Трускавець»[13].
- На станції Перемишль-Головний пасажири мають одну годину для пересадки на IC Wyspiański сполученням Перемишль — Вроцлав, що слідує через Ряшів, Дембицю, Тарнів, Краків, Ченстохову та Ополе, аналогічно одну годину в зворотному напрямку, а також на приміський поїзд Перемишль — Ряшів, що слідує з усіма зупинками.
- PKP Intercity відзначає зростання популярності у пасажирів поїзда IC Wyspiański сполученням Перемишль — Щецин.

## Продаж квитків
Проїзні документи у Польщу можна придбати у міжнародних касах вокзалів. Після вирішення низки юридичних і технічних питань було відкрито продаж на сайті Укрзалізниці на цей поїзд як по території України, так і до Польщі.
При продажу квитків на поїзд з Перемишля до Києва безпосередньо перед його відправленням виникали технічні проблеми. «Укрзалізниця» вже проінформувала пасажирів, що поляки усунули проблему і можуть продавати квитки на поїзд до самого відправлення. Продаж проїзних документів на території Польщі здійснюється в польських міжнародних касах.
Разом з тим, в зв'язку з популярністю поїзда в пікові дати перед відправленням можлива черга до каси, тому необхідно планувати свій час.

## Другий склад поїзда
24 серпня 2017 року у перший рейс вирушив поїзд Інтерсіті+ № 715/716 Київ — Перемишль, що курсує до Польщі через Вінницю, Хмельницький, Тернопіль та Львів. Усі квитки на перший рейс чергового швидкісного поїзда до Євросоюзу були реалізовані на 100 %, причому майже половина пасажирів їхали до кінцевої зупинки. Ці факти свідчать про популярність міжнародних швидкісних поїздів «Укрзалізниці», для якої розвиток міжнародних маршрутів до країн-членів Європейського Союзу — це одне з пріоритетних завдань для максимального задоволення попиту громадян, які для подорожей до європейських країн обирають саме залізничний транспорт. Завдяки новому маршруту майже 4 млн мешканців Вінницької, Хмельницької,  Тернопільської та Львівської областей зможуть зручно подорожувати до Європейського Союзу.

## Інформація про курсування
Швидкісний поїзд № 715/716 (33045) сполученням Київ — Перемишль курсує щоденно, цілий рік. На шляху прямування поїзд зупиняється на 4 станціях: Вінниця, Хмельницький, Тернопіль-Пасажирський та Львів.
Український прикордонний та митний контроль також здійснюється під час руху між станціями Львів та Мостиська II, а польський — від станції Медика до Перемишля.
Станом на серпень 2017 року вартість проїзду з Києва до Перемишля у вагонах 1-го класу в середньому складає 676 грн, 2-го класу — 478 грн, вартість квитків залежить від дня тижня та курсу євро на день поїздки.
Особливості маршруту
Перший склад поїзда, що прямує з Києва до Перемишля зворотно змінює напрямок руху і прямує через Тернопіль-Пасажирський, Хмельницький, Вінницю, а другий склад навпаки — через станції Шепетівка, Коростень та Святошин.
| Розклад руху поїзда № 715/716 станом на 2017 рік (за місцевим часом) |         |                  |              |              |         |                  |
| Час прибуття                                                         | Зупинка | Час відправлення | Станція      | Час прибуття | Зупинка | Час відправлення |
| —                                                                    | —       | 06:52            | Київ         | 22:33        | —       | —                |
| 09:09                                                                | 2       | 09:11            | Вінниця      | 20:47        | 2       | 20:49            |
| 10:45                                                                | 2       | 10:47            | Хмельницький | 19:09        | 2       | 19:11            |
| 12:12                                                                | 2       | 12:14            | Тернопіль    | 17:38        | 2       | 17:40            |
| 13:42                                                                | 13      | 13:55            | Львів        | 16:02        | 10      | 16:12            |
| 15:05                                                                | —       | —                | Перемишль    | —            | —       | 13:07            |